# Бондаренко, Александр Игоревич
Александр Игоревич Бондаренко (укр. Олександр Ігорович Бондаренко; род. 28 июля 1989, Киев) — украинский футболист, нападающий

## Карьера
Бондаренко является воспитанником «Оболони». В 2008 году он играл за дублирующую команду «Оболонь-2», которая выступала во Второй лиге Украины. По ходу сезона 2008/09 клуб снялся с розыгрыша турнира; украинский футболист успел провести 19 матчей и забить 2 гола. Весной 2009 года он был арендован «Нивой» из Винницы, игравшей в той же лиге. Бондаренко отыграл 10 встреч и 4 раза отметился голом. После возвращения из аренды он был переведён в первый состав «Оболони» в феврале 2010 года. Нападающий дебютировал в чемпионате Украины 20 марта в игре со львовскими «Карпатами». После расформирования «Оболони» переехал в Венгрию, где играл за второлиговый «Аквитал» из городка Чаквара (медье Фейер).

## Достижения
- Бронзовый призёр украинской второй лиги: 2008/09